# Robert Badinter
Robert Badinter (Pariz, 30. ožujka 1928. – Pariz, 9. veljače 2024.) bio je istaknuti francuski pravnik, sveučilišni profesor i političar. Poznat je po svojoj borbi protiv smrtne kazne (za čije se ukidanje izborio 1981.) te zalaganju za zaštitu ljudskih prava i razvoj sustava međunarodnog pravosuđa. 
Kao član francuske Socijalističke stranke, za vrijeme prvog mandata Françoisa Mitterranda preuzeo je funkciju ministra pravosuđa. Nakon ministarskog mandata, postao je predsjednikom francuskog Ustavnog suda (Ustavnog vijeća). Poznat je također po tome što je predsjedavao Arbitražnom komisijom u okviru Mirovne konferencije za bivšu Jugoslaviju, koju se često naziva Badinterovom komisijom.
Bio je dopisni član Hrvatske akademije znanosti i umjetnosti.

## Predani pravnik
U svojoj je dugoj karijeri Robert Badinter djelovao kao odvjetnik, član Pariške odvjetničke komore, a od 1965. i sveučilišni profesor. Između ostalog, predavao je i na prestižnom sveučilištu Sorbonne. 
U sedamdesetima se angažirao oko mobiliziranja javnosti u borbi protiv smrtne kazne. Uključio se u kampanju Françoisa Mitteranda (tadašnjeg prvog tajnika Socijalističke stranke) za predsjedničke izbore 1981. tijekom koje je Miterrand isticao svoje protivljenje smrtnoj kazni, premda ju je tada francusko stanovništvo većinski podržavalo. 

## Ministar pravosuđa
Nakon izbora, predsjednik Miterrand imenovao je Roberta Badintera ministrom pravosuđa, a on je, tijekom svojeg ministarskog mandata, pripremio i branio više značajnih prijedloga zakona kao što su:
- ukidanje smrtne kazne
- povlačenje kaznenog djela homseksualnosti iz Kaznenog zakona
- ratifikacija Europske konvencije o ljudskim pravima (prihvaćanje prava na individualno obraćanje Europskom sudu za ljudska prava u Strasbourgu)
- proširenje prava udruga na pokretanje sudskih postupaka zbog zločina protiv čovječnosti te rasističkih i antisemitskih činova.

## Predsjednik Ustavnog vijeća
Godine 1986. je na razdoblje od 9 godina imenovan predsjednikom Ustavnog vijeća, institucije zadužene za nadzor usklađenosti zakona s Ustavom. Neke od odluka koje je Ustavno vijeće donijelo tijekom njegovog mandata tiču se isticanja načela:
- pluralizma informativnih medija,[2]
- jedinstva francuskog naroda (proglašenje nevažećim zakona u kojem se spominjao „korzikanski narod kao sastavni dio francuskog naroda“):  „francuski narod čine svi francuski građani bez obzira na podrijetlo ili religiju“,[3]
- zaštite ljudskog dostojanstva od svih oblika podređivanja i degradiranja.[4]

## Član francuskog Senata
Godine 1995. izabran je za senatora (izborna jedinica Hauts-de-Seine u blizini Pariza) te sudjeluje u izradi zakonodavstva u području sankcioniranja ratnih zločina.

## Konzultantske usluge za pravne stručnjake
Godine 2011. Robert Badinter osnovao je posebnu tvrtku za pravne konzultacije, Corpus Consultants, od koje francuski ili strani pravnici mogu zatražiti mišljenje o nekom osobito kompleksnom ili novom pravnom pitanju, koje nastaje na temelju zajedničkog promišljanja uglednih profesora prava.

## Djelovanje na međunarodnom planu

### Predsjednik Badinterove komisije (1991. – 1995.)
Europska zajednica je 1991. ustanovila Arbitražnu komisiju zaduženu za pružanje mišljenja o najvažnijim pravnim pitanjima vezanima za raspad Socijalističke Federativne Republike Jugoslavije.  Više predsjednika europskih ustavnih sudova izabrano je za članove Komisije, a Robert Badinter postao je njezin predsjednik. 
Ova je komisija donijela 15 mišljenja koja se, između ostalog, tiču sukcesijskih pravila, utvrđivanja granica (bivša administrativna razgraničenja između republika postaju granice koje priznaje međunarodno pravo, osim u slučaju drukčijeg međusobnog dogovora), te zaštite nacionalnih, vjerskih i jezičnih manjina. 
Komisija je također bila zadužena za donošenje mišljenja o priznavanju zemalja koje su proglasile neovisnost. U slučaju Hrvatske, Arbitražna je komisija procijenila da ona udovoljava svim kriterijima potrebnima za priznavanje njezine neovisnosti osim onome koji se odnosi na zadovoljavajuće ustavne obveze u području prava nacionalnih manjina, koje su propisane Haškom konvencijom od 4. studenog 1991. Predsjednik  Tuđman tada je Badinteru pismenim putem potvrdio da će odgovarajući ustavni amandmani ubrzo biti usvojeni. Europska je zajednica 15. siječnja 1992. odlučila priznati neovisnost  Hrvatske.

### Ostali angažmani
Nastavno na svoje djelovanje u Francuskoj u ovim područjima, Robert Badinter zalagao se za univerzalno ukidanje smrtne kazne te za univerzalno ukidanje kažnjivosti homoseksualnosti.  Bio je izaslanik UNICEF-a za maloljetničko pravosuđe. 
Pozivajući na „odbacivanje nekažnjivosti vladajućih u slučaju zločina protiv čitavog čovječanstva“, aktivno je sudjelovao u međunarodnoj kampanji za osnivanje Međunarodnog kaznenog suda (1997. – 1998.). 
K tome, u razdoblju od 1995. do 2013. predsjedao je Sudom za pomirenje i arbitražu  Organizacije za europsku sigurnost i suradnju, zaduženim za doprinos mirnom rješavanju sporova između država, poglavito po pitanju utvrđivanja granica. 

## Obitelj
Roditelji Roberta Badintera podrijetlom su bili iz Besarabije. Njegov otac, kao i drugi članovi njegove obitelji, bili su deportirani u okviru genocidne politike nacističke Njemačke, čija se provedba u Francuskoj odvijala uz aktivno sudjelovanje francuske policije.
Njegova druga supruga Elisabeth Badinter filozofkinja je i povjesničarka, bivša sveučilišna profesorica te autorica djela o društvenoj konstrukciji ženskog i muškog identiteta, odnosima između žena i muškaraca, majčinskoj ljubavi. 

## Priznanja
Robert Badinter dobitnik je brojnih državnih i sveučilišnih počasnih odlikovanja. Između ostalog, počasni je doktor  Sveučilišta u Zagrebu,   (2003.). 
15. svibnja 2014. godine izabran je za dopisnog člana Hrvatske akademije znanosti i umjetnosti, a svečano proglašenja kojim će službeno postati član održat će se 17. lipnja 2014. godine.

## Vanjske poveznice
- Službena stranica francuskog Ministarstva pravosuđa
- Službena stranica francuskog Ustavnog vijeća
- Službena stranica francuskog Senata
- Službena stranica Međunarodnog kaznenog suda
- Službena stranica Međunarodne komisije protiv smrtne kazne